# Les Misérables (1995)
Les Misérables ist ein französisches Filmdrama von Claude Lelouch aus dem Jahr 1995. Der Film basiert auf dem Roman Die Elenden von Victor Hugo.

## Handlung
Zu Beginn des 20. Jahrhunderts: Henri Fortin, Vater des dreijährigen Léopold (der später nach seinem Vater Henri genannt werden wird), steht unter Anklage. Er soll den Comte de Villeneuve, für den er als Chauffeur gearbeitet hat, umgebracht haben. Seine Frau nimmt während des Prozesses eine Arbeit in einer Taverne am Strand der Normandie an. Zu Unrecht verurteilt, versucht Henri mit anderen Häftlingen aus dem Gefängnis auszubrechen und kommt dabei ums Leben. Als seine Frau die Nachricht vom Tod ihres Mannes erhält, tötet sie sich. So muss der kleine Henri als Waise aufwachsen.
Als Kind und Jugendlicher wird Henri als billige Arbeitskraft missbraucht. Nach dem Ende des Ersten Weltkriegs macht er Karriere als Berufsboxer. Später ist er Besitzer eines LKWs und führt Gelegenheitstransporte durch. Während der deutschen Besetzung Frankreichs im Zweiten Weltkrieg hilft er der jüdischen Familie Ziman. Die Tochter bringt er in einer Klosterschule unter. Die Flucht der Eltern in die Schweiz aber scheitert. Der von ihnen bezahlte Fluchthelfer verrät sie an die Deutschen. Der Vater wird schwer verletzt, kann sich aber verstecken und wird von einer Bauernfamilie aufgenommen. Die Mutter wird festgenommen, überlebt aber die KZ-Haft.
Henri selbst wird unter dem Verdacht der Fluchthilfe festgenommen und gefoltert, wird dann aber von einer Résistance-Gruppe befreit. Nach dem Sieg der Alliierten kommt dank Henri die jüdische Familie wieder zusammen. Der Film endet mit der Hochzeit der Tochter. Bürgermeister Henri Fortin traut das Paar.
Parallel zur Handlung des Films werden auch entsprechende Episoden aus dem Roman von Victor Hugo gezeigt.

## Kritik
„Betont respektlose, dabei dem Geist der Vorlage verwandte erneute Verfilmung des Klassikers von Victor Hugo, die zur Jahrhundertwende beginnt, einen Großteil der Handlung ins Frankreich zur Zeit der deutschen Besatzung verlegt und ihren Held als Box-Champion sein Leben fristen lässt. In einem atemberaubenden Wechsel von Zeit- und Realitätsebenen entwickelt sich ein faszinierender Film, der zu einem überzeugenden Ganzen verschmilzt. Der Film bietet seinem Star Belmondo Gelegenheit, gleich in drei Rollen zu brillieren.“

## Auszeichnungen
Der Film wurde 1996 als bester ausländischer Film mit einem Golden Globe und dem Preis des London Critics’ Circle Film ausgezeichnet. Annie Girardot erhielt den César für die beste Nebendarstellerin.